# Christian Zervos

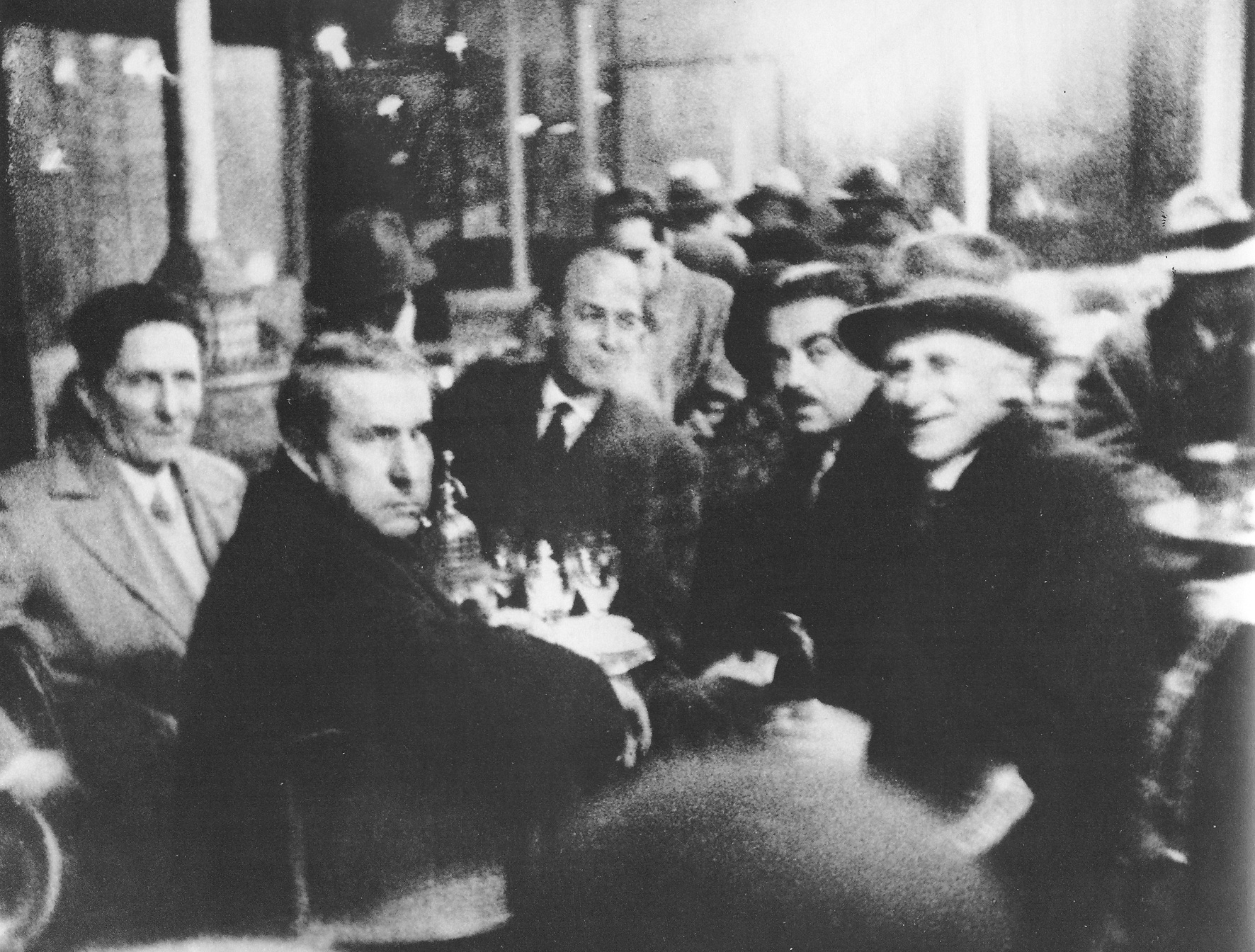
Tériade, Pablo Manès, Pablo Gargallo, Christian Zervos, Café du Dôme, Paris, um 1930

Christian Zervos (gr. Χρήστος Ζερβός, * 1. Januar 1889  in Argostoli, Kefalonia; † 12. September 1970 in Paris) war ein griechisch-französischer Kunstsammler, Kritiker und Verleger der Kunst- und Literaturzeitschrift Cahiers d’Art. Als einer der ersten Kunstkritiker schrieb er über Pablo Picasso und wurde später sein Verleger. Zervos erstellte das heute als grundlegend angesehene Werkverzeichnis der Arbeiten Picassos, das in den Éditions Cahiers d’Art ab 1932 veröffentlicht wurde.

## Leben
Christian Zervos wurde in Argostoli auf Kefalonia geboren. Seine Eltern emigrierten später nach Alexandria und von dort nach Marseille. Er studierte an der Sorbonne Philosophie und begann für die Kunstzeitschrift L’Art d’aujourd ’hui zu schreiben. 1919 wurde er an der Sorbonne promoviert. 1926 gründete er mit Tériade die Kunst- und Literaturzeitschrift Cahiers d’Art (1926–1960), für die er unter anderem den Architekten Jean Badovici und seinen Freund Will Grohmann (als Korrespondent in Deutschland) gewinnen konnte. Zervos eröffnete zusammen mit seiner Frau Yvonne Marion eine Galerie, die später May Gallery hieß, und eine wichtige Institution französischer Kunst in der Zwischenkriegszeit war. Sie war auch nur eine von zwei Galerien in Frankreich, die Werke von Wassily Kandinsky führten.

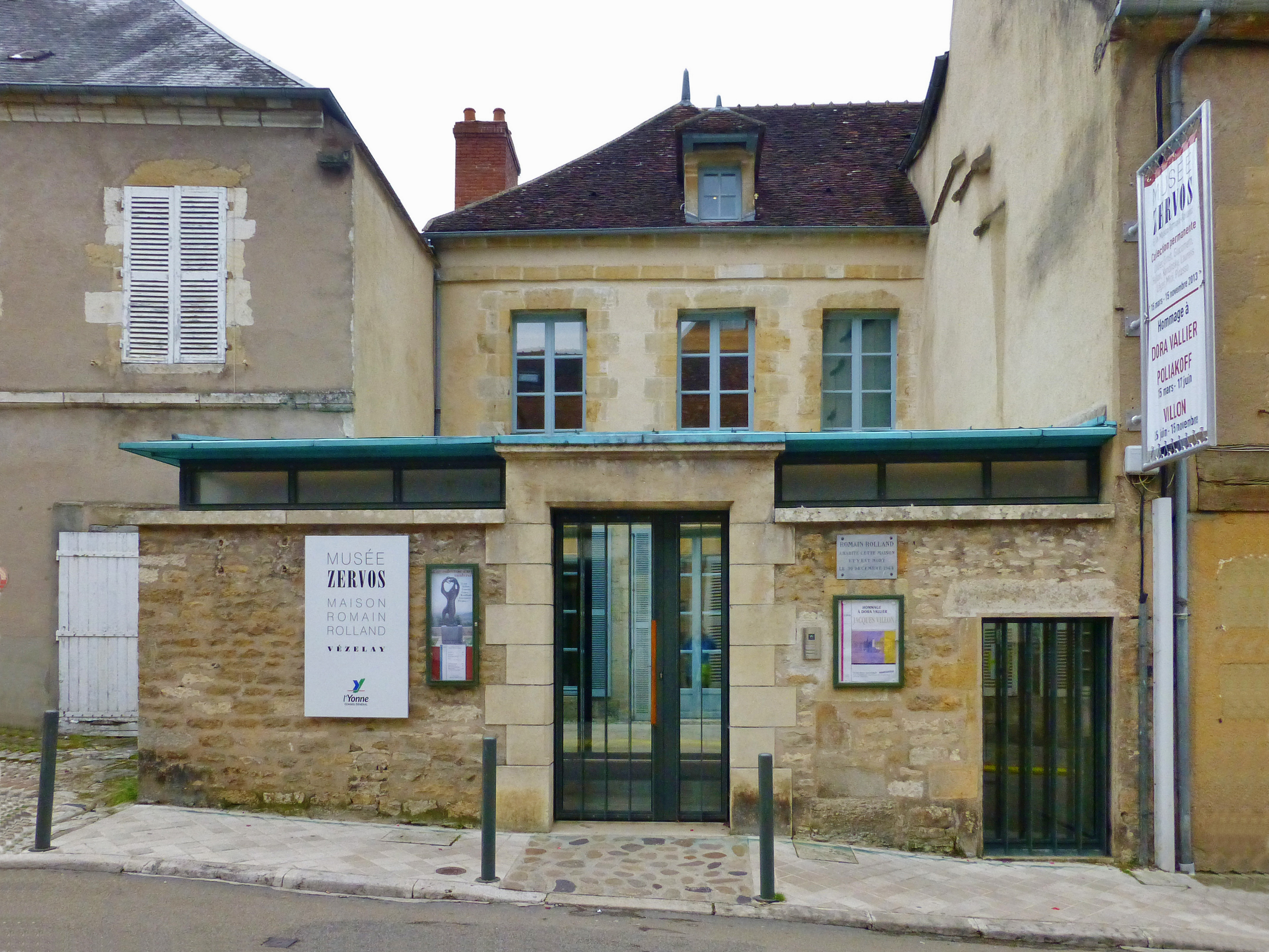
Das Musée Zervos im früheren Haus von Romain Rolland in Vézelay

Zervos half in der Vorbereitung des IV. Kongress der Congrès Internationaux d’Architecture Moderne auf dem die Charta von Athen verabschiedet wurde.
Als die Nazis in Deutschland begannen, gegen „entartete Kunst“ zu wüten, gehörte Zervos zu den Wenigen, die sich kritisch in der Öffentlichkeit dazu äußerten und polemische Artikel schrieben. Zur Ausstellung Exhibition of 20th Century German Art in London druckte er einen Artikel von Grohmann ohne dessen Zustimmung und Kenntnis. Grohmann geriet in Bedrängnis und wurde sogar kurzfristig verhaftet. 1947 versöhnten sich Zervos und Grohmann und setzten sich intensiv für eine deutsch-französische Zusammenarbeit im kulturellen Sektor ein. Er schrieb zahlreiche Monografien, so über Henri Rousseau und Frank Lloyd Wright.
Neben seinem Einsatz für die Moderne interessierte sich Christian Zervos für die Kykladische und prähistorische Kunst sowie griechische Architektur. Er empfahl seinem Kollegen Alexander Iolas den Architekten Dimitris Pikionis für den Bau einer Villa.
Im Jahr 2006 eröffnete das Musée Zervos im früheren Haus des Schriftstellers Romain Rolland in Vézelay.

## Veröffentlichungen (Auswahl)

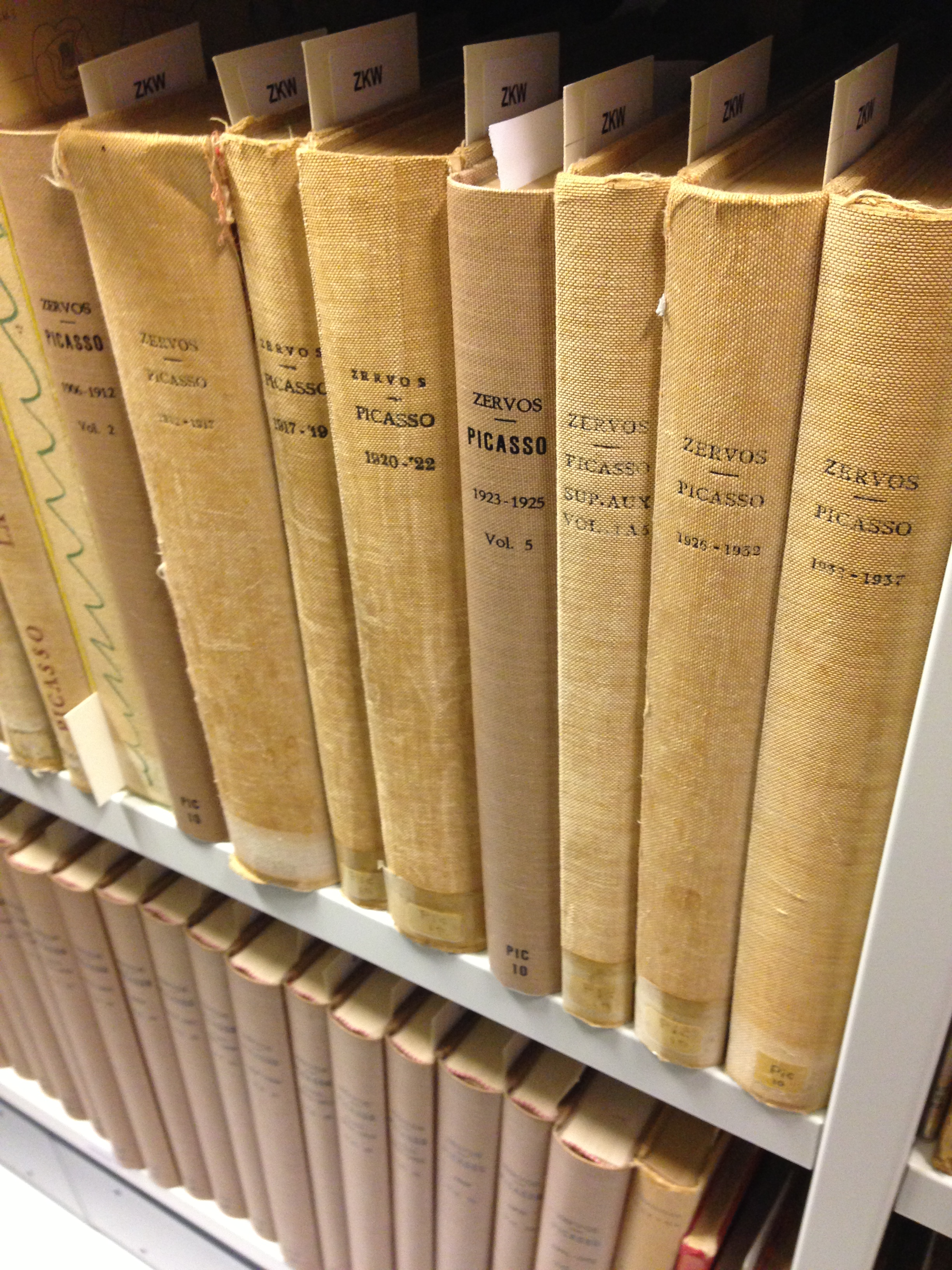
Picassos catalogue raisonné von Zervos

- Michel Psellos. Un philosophe néoplatonicien du XIe siècle. Paris 1920 (Reprint 1974) (= Dissertation)
- Catalogue raisonné des œuvres de Pablo Picasso. Paris, éditions Cahiers d’art, 1932–1978
- Georges Braque. Paris: Cahiers d’art, 1933
- Matthias Grünewald: le retable d’Isenheim. Paris: Éditions Cahiers d’art, 1936.
- Fernand Léger: œuvres de 1905 à 1952. Paris: Éditions Cahiers d’art, 1952
- L'Art de la Crete, Neolithique et Minoenne. Éditions Cahiers d'Art, Paris, 1956
- L’art des Cyclades, du début à la fin de l’âge du bronze, 2500-1100 avant notre ère. i
- L'art époque du Renne en France. Paris: Éditions Cahiers d’art, 1959Catalogue raisonné des œuvres de Pablo Picasso (33 Bände mit über 16.000 Gemälden und Arbeiten auf Papier – Ausgabe in Englisch und Französisch). Neuausgabe: Éditions Cahiers d'art, Paris, 2014